# Pakistanische Cricket-Nationalmannschaft in England in der Saison 2018
Die Tour der pakistanischen Cricket-Nationalmannschaft nach England in der Saison 2018 fand vom 28. April bis zum 3. Juni 2018 statt. Die internationale Cricket-Tour war Bestandteil der Internationalen Cricket-Saison 2018 und umfasste zwei Tests. Die Serie endete unentschieden 1–1.

## Vorgeschichte
Es war die erste Tour der Saison für England. Pakistan bestritt zuvor eine kurze Tour gegen Irland, wofür die Mannschaft sich durch zwei Spiele in England gegen englische Counties vorbereitet hatte. Das letzte Aufeinandertreffen der beiden Mannschaften bei einer Tour fand in der Saison 2015/16 in den Vereinigten Arabischen Emiraten statt.

## Stadien
Als Austragungsorte wurden die folgenden Stadien ausgewählt und zwischen dem 5. und 11. September 2017 bekanntgegeben.
| Stadion               | Stadt  | Kapazität | Spiele  |
| --------------------- | ------ | --------- | ------- |
| Headingley Stadium    | Leeds  | 17.000    | 2. Test |
| Lord’s Cricket Ground | London | 30.000    | 1. Test |

## Kaderlisten
Pakistan benannte seinen Test-Kader am 15. April 2018.
England benannte seinen Test-Kader am 15. Mai 2018 mit Änderungen für den zweiten Test am 28. Mai 2018.
| Test | Test |
| England | Pakistan |
| --- | --- |
| - Joe Root (K) - James Anderson - Jonny Bairstow (wk) - Dominic Bess - Stuart Broad - Jos Buttler - Alastair Cook - Keaton Jennings - Dawid Malan - Ben Stokes - Mark Stoneman - Chris Woakes - Mark Wood | - Sarfraz Ahmed (K, wk) - Asad Shafiq - Azhar Ali - Babar Azam - Faheem Ashraf - Fakhar Zaman - Haris Sohail - Hasan Ali - Imam-ul-Haq - Mohammad Abbas - Mohammad Amir - Rahat Ali - Saad Ali - Sami Aslam - Shadab Khan - Usman Salahuddin |

## Tour Matches
| 28. April – 1. Mai Scorecard | Canterbury | Pakistanis 168 (55.2) | – | Kent 209-4 (64) |
|                              |            | Remis                 |   |                 |

| 4. – 7. Mai Scorecard | Northampton | Northamptonshire 259 (73.4) & 301 (95.5) | – | Pakistanis 428 (116.3) & 134-1 (27) |
|                       |             | Pakistanis gewinnt mit 9 Wickets         |   |                                     |

| 19. – 20. Mai Scorecard | Leicester | Pakistanis 321-9d (89.5) | – | Leicestershire 226-6 (75) |
|                         |           | Remis                    |   |                           |

### Spiele gegen Schottland
Während der Tour bestreiten beide Mannschaften Spiele gegen die Schottische Nationalmannschaft. Dabei bestreitet England ein One-Day International und Pakistan zwei Twenty20s.

#### Kaderlisten
Schottland ernannte seinen Kader am 8. Mai 2018.
| Twenty20 | Twenty20 |
| Schottland | Pakistan |
| --- | --- |
| - Kyle Coetzer (K) - Richie Berrington (VK) - Dylan Budge - Matthew Cross - Alasdair Evans - Michael Leask - Calum MacLeod - George Munsey - Safyaan Sharif - Chris Sole - Hamza Tahir - Craig Wallace (wk) - Mark Watt - Brad Wheal - Stuart Whittingham | - Sarfraz Ahmed (K & wk) - Ahmed Shehzad - Asif Ali - Faheem Ashraf - Fakhar Zaman - Haris Sohail - Hasan Ali - Hussain Talat - Mohammad Amir - Mohammad Nawaz - Rahat Ali - Shadab Khan - Shoaib Malik - Usman Shinwari - Shaheen Afridi |

#### Twenty20s gegen Schottland
| 12. Juni Scorecard | Edinburgh | Pakistan 204-4 (20)          | – | Schottland 156-6 (20) |
|                    |           | Pakistan gewinnt mit 48 Runs |   |                       |

| 13. Juni Scorecard | Edinburgh | Pakistan 166-6 (20)          | – | Schottland 82 (14.4) |
|                    |           | Pakistan gewinnt mit 84 Runs |   |                      |

## Tests

### Erster Test in London
| 24. – 28. Mai Scorecard | London (Lord’s) | England 184 (58.2) & 242 (82.1) | – | Pakistan 363 (114.3) & 66-1 (12.4) |
|                         |                 | Pakistan gewinnt mit 9 Wickets  |   |                                    |

### Zweiter Test in Leeds
| 1. – 3. Juni Scorecard | Leeds | Pakistan 174 (48.1) & 134 (46)                | – | England 363 (106.2) |
|                        |       | England gewinnt mit einem Innings und 55 Runs |   |                     |